# Herman Joseph Meysing
Herman Joseph Meysing OMI (* 6. September 1886 in Birkungen; † 21. Oktober 1963 in Bloemfontein) war Erzbischof von Bloemfontein in Südafrika.

## Leben
Herman Joseph Meysing trat der Ordensgemeinschaft der Oblatenmissionare („Hünfelder Oblaten“) bei und empfing am 9. Juli 1911 die Priesterweihe. Er war anschließend in der Mission tätig.
Papst Pius XI. ernannte ihn 1929 zum Titularbischof von Mina und bestellte ihn zum Apostolischen Vikar des Apostolischen Vikariats Kimberley in Kimberley, der Hauptstadt der südafrikanischen Provinz Nordkap. Die Bischofsweihe spendete ihm am 19. März 1930 Erzbischof Bernard Gijlswijk OP, Apostolischer Delegat in Südafrika; Mitkonsekratoren waren Bischof David O’Leary OMI, Administrator in Transvaal, und Bischof Joseph Gotthardt OMI, Administrator in Windhoek.
Mit der Neuordnung der kirchlichen Hierarchien in Südafrika wurde er am 11. Januar 1951 von Papst Pius XII. zum ersten Erzbischof des Erzbistums Bloemfontein ernannt. Papst Pius XII. nahm sein Rücktrittsgesuch am 25. Juni 1954 unter Verleihung der Würde eines Titularerzbischofs von Dercos an.